# Ivan Svanidze
Ivan Aleksandrovitsj Svanidze (Russisch: Ива́н Алекса́ндрович Свани́дзе; Berlijn, 15 oktober 1927 – 3 augustus 1987) was een Sovjet-Russisch econoom gespecialiseerd in landbouw en Afrikaanse studies. Hij was een aangetrouwde neef van Jozef Stalin door diens eerste echtgenote, Jekaterina Svanidze. Ivan Svanidze was de derde echtgenoot van Stalins jongste dochter Svetlana Alliloejeva.

## Jeugdjaren
Svanidze werd geboren in Berlijn van Georgische ouders, Alexander Svanidze en Maria Anisimovna. Zijn vader kwam uit een adellijke familie en werkte in de handelssector in Berlijn. Zijn moeder was Joods en operazangeres in het Opera en Ballettheater van Tbilisi. Ze hebben hem genoemd naar de Amerikaanse socialist John Reed. Reed werd bekend door zijn boek over de Russische revolutie, genaamd ‘Ten Days That Shook The World’. Ivan is de Russische versie van John. 

## Educatie en carrière
Svanidze studeerde af in de Staatsuniversiteit van Moskou met een graad in geschiedenis. In 1964 ontving hij een doctoraat bij het Instituut voor Afrikaanse Studies van de Academie van Wetenschappen van de Sovjet-Unie. Svanidze behaalde in 1978 ook nog een doctoraat in de economie.